# Горец змеиный
Горе́ц змеи́ный (лат. Persicaria bistorta) — травянистое растение, вид рода Горец (Persicaria) семейства Гречишные (Polygonaceae). В литературе и интернет-источниках часто встречается под устаревшими синонимичными названиями Змееви́к большо́й (лат. Bistorta major), Змееви́к лекарственный (лат. Bistorta officinalis), а также под тривиальными Ра́ковые ше́йки, Змеиный ко́рень или Горлец. В старину название змеин горец могло прикладываться к растению Макарша (лат. Polygonum Bistorta), ныне относимому к другому роду — спорыш.

## Ботаническое описание
Многолетнее травянистое растение.

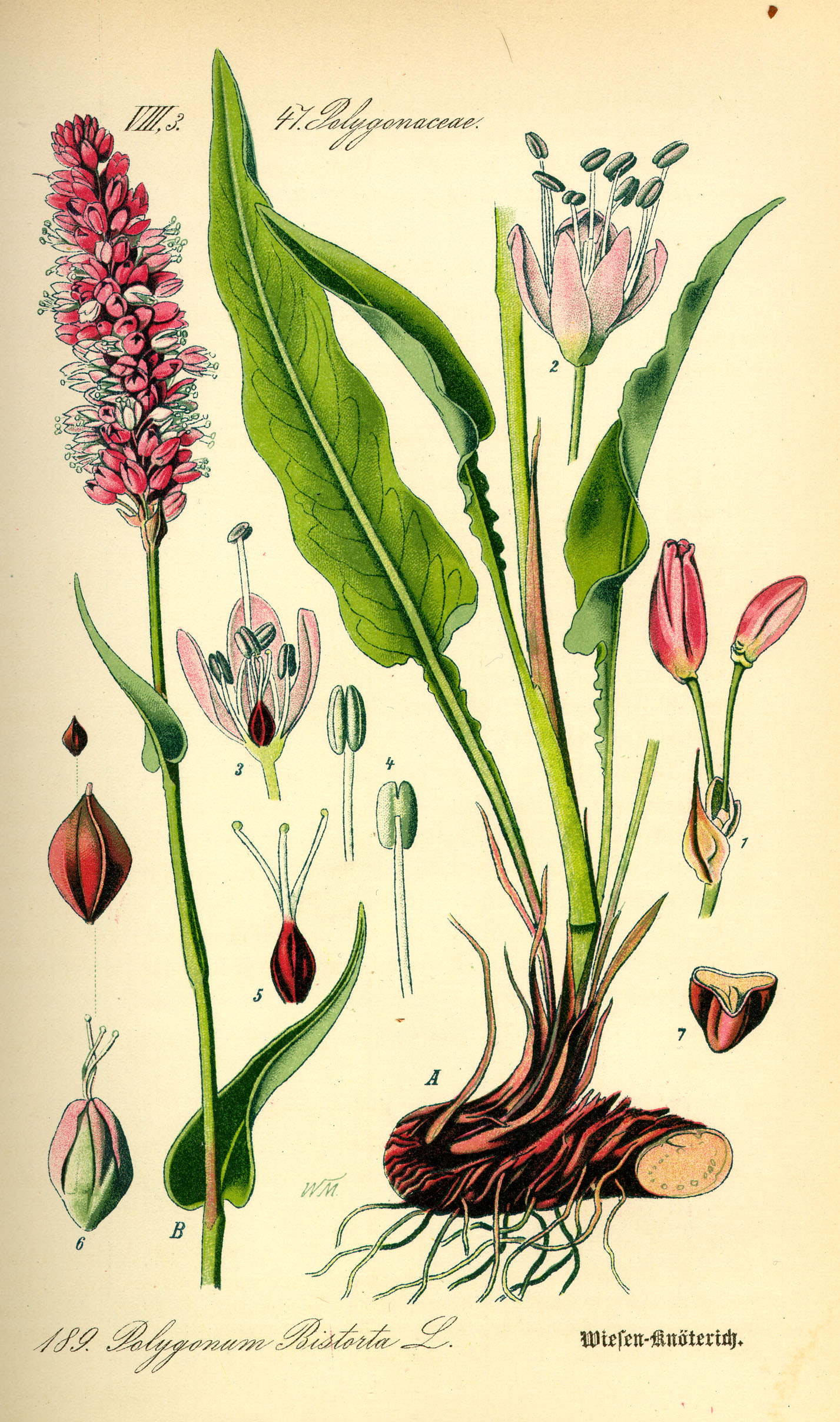

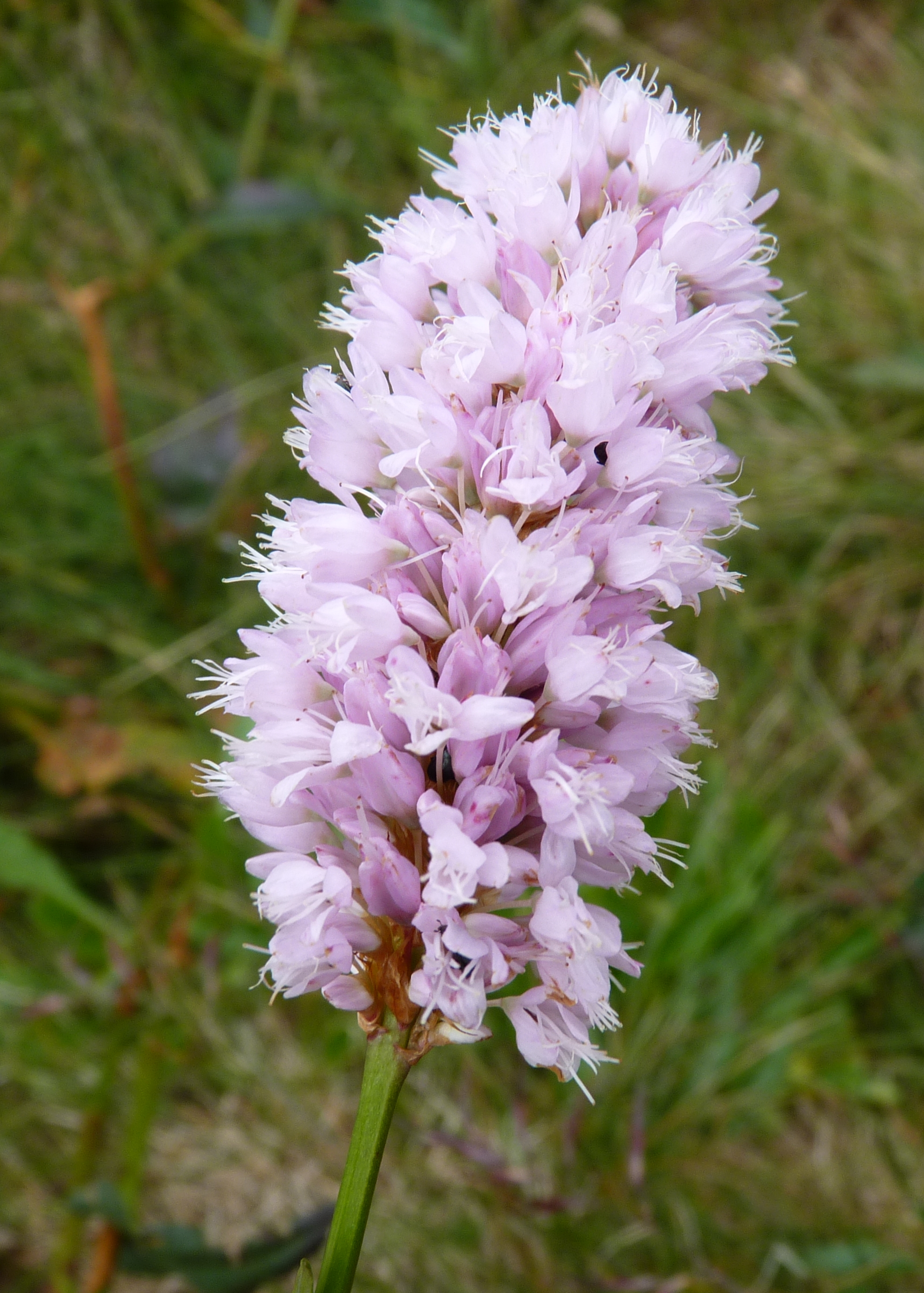
Соцветие

Стебель шестиузловой, относительно прямой, маловетвистый, высотой от 30 до 150 см.
Корень короткий толстый, змеевидно изогнут, несколько сплющен, тёмно-красного цвета. На поверхности находятся складки, придающие сходство с раковыми «шейками».
Листья очерёдные черешковые (верхние стеблевые — почти сидячие), до 30 см длиной и 1—7,5 см шириной, продолговатые или продолговато-ланцетные со слегка волнистым краем, заострённые к верхушке, сверху зелёные, снизу сизые. В основании клиновидные или слегка сердцевидные, раструбы сросшиеся.
Генеративные побеги прямостоячие, обычно неветвящиеся, голые. Соцветие верхушечное густое, колосовидное, длиной 1,5—7 см. Цветки правильные, мелкие — около 3,5 мм длиной, с пятичленным венчиковидным бледно-розовым, реже белым или красным околоцветником, остающимся при плодах. Восемь выдающихся из околоцветника фиолетовых тычинок, выступающих из околоцветника; пестик с тремя столбиками.
Формула цветка: {\displaystyle \mathrm {\ast \;P^{Co}\;_{(5)}\;A_{8}\;G_{({\underline {3}})}} }.
Цветёт с мая по июнь. Плоды созревают в июне — июле.
Плод — трёхгранный гладкий блестящий коричневый орешек длиной 3—4,5 мм.

## Распространение и среда обитания
Широко распространён в тундре, лесной полосе и в степной зоне в регионах с умеренным климатом по всему Северному полушарию, в том числе в европейской части России и в Сибири.
Образует заросли на заболоченных торфяных и сырых пойменных и водораздельных лугах, по берегам водоёмов, встречается на лесных полянах, в кустарниковых зарослях.
Наибольшего обилия достигает на влажных и богатых органическими веществами почвах со слабокислой реакцией, выносит близкое залегание грунтовых вод. Плохо переносит затенение.

## Химический состав растительного сырья
Корневища содержат до 25 % дубильных веществ, крахмал (до 26 %), оксалат кальция, аскорбиновую кислоту, красящие вещества, галловую и эллаговую кислоты, катехин; надземная часть — аскорбиновую кислоту и флавоноиды — кемпферол, кверцетин, цианидин.

## Значение и применение
Одно из любимых и хорошо поедаемых растений северного оленя (Rangifer tarandus). Благодаря широкому распространению является одним из основных кормов на тундровых и горных летовках. Поедаются листья и соцветия. Наилучшая поедаемость до наступления фазы цветения. После цветения поедаемость уменьшается. Переваримость оленем сухих веществ 85,9 %. Хорошо поедается алтайским маралом (Cervus elaphus sibiricus Severtzow). На пастбище в вегетативном состоянии удовлетворительно поедается всеми сельскохозяйственными животными. В сене поедается всеми животными хорошо.
Листья и молодые побеги съедобны в сыром, варёном, сушеном и квашеном виде. Их используют при приготовлении супов, салатов.
Хороший медонос и декоративное растение.
Корни использовали для дубления кожи, окраски шерсти в жёлтый и интенсивно чёрный цвета.
Используют в ликёро-водочной промышленности.

### В медицине
В качестве лекарственного сырья используют корневище змеевика (лат. Rhizoma Bistortae), которое заготовляют после отцветания, очищают от корней, листьев, стеблей и сушат при 50—60° С или в хорошо проветриваемых помещениях.
Лекарственно-сырьевая продуктивность растений в природе невелика: вес сырых корневищ одного растения 8—70 г. Урожайность сухих корневищ на влажных лесных лугах 30—100 г/м² (Челябинская область), в березняке до 112 г/м² (Тверская область). Растение вводят в культуру как лекарственное. При семенном размножении отдельные растения зацветают на втором году жизни, остальные — на третьем и четвертом. Вегетативно можно размножать мелкими дочерними корневищами, отрезками корневищ, столонами. Урожайность трёхлетних растений — до 17 т/га сырых корневищ.
В научной медицине настои и отвары корневища применяют как кровоостанавливающее, противовоспалительное и вяжущее средство, особенно при кишечных заболеваниях. Наружно их используют для полоскания ротовой полости при различных воспалительных процессах, болях, лечения ран, ожогов и фурункулёза, при некоторых гинекологических расстройствах. Измельчённые корневища горца входят в состав вяжущих желудочных чаёв.
Молодые стебли змеевика содержат много витамина C и применяются при авитаминозе.
В народной медицине применяют отвары горца. Их принимают внутрь в качестве сильного кровоостанавливающего средства, при ларингите, фарингите, воспалении мочевого пузыря и жёлчнокаменной болезни, язвенной болезни желудка и двенадцатиперстной кишки, тахикардии, от укусов ядовитых змей; с семенами льна — при кровотечениях из внутренних органов, язве желудка, кишок.

## Классификация

### Таксономия
- Persicaria bistorta Samp., 1913, Herb. Port. : 41

Вид Горец змеиный относится к роду Горец (Persicaria) семейства Гречишные (Polygonaceae) порядка Гвоздичноцветные (Caryophyllales) последовательно входящего в клады Суперастериды → Эвдикоты → Цветковые растения. Таксономическая схема в соответствии с Системой APG IV по состоянию на декабрь 2023 года:
|  |                          |  |                                   |                                   |                     |  | еще 40 семейств | еще 40 семейств |                   |  |  |  | еще 65 подтвержденных видов и 209 видов в статусе "неподтвержденных" |
|  |                          |  |                                   |                                   |                     |  | еще 40 семейств | еще 40 семейств |                   |  |  |  | еще 65 подтвержденных видов и 209 видов в статусе "неподтвержденных" |
|  |                          |  |                                   | порядок Гвоздичноцветные          |                     |  |                 |                 | род Горец         |  |  |  |                                                                      |
|  |                          |  |                                   | порядок Гвоздичноцветные          |                     |  |                 |                 | род Горец         |  |  |  |                                                                      |
|  | клада Цветковые растения |  |                                   |                                   | семейство Гречишные |  |                 |                 | вид Горец змеиный |  |  |  |                                                                      |
|  | клада Цветковые растения |  |                                   |                                   | семейство Гречишные |  |                 |                 |                   |  |  |  |                                                                      |
|  |                          |  | ещё 63 порядка цветковых растений | ещё 63 порядка цветковых растений |                     |  |                 | еще 60 родов    | еще 60 родов      |  |  |  |                                                                      |
|  |                          |  |                                   | ещё 63 порядка цветковых растений |                     |  |                 |                 | еще 60 родов      |  |  |  |                                                                      |

### Синонимы
- Bistorta abbreviata Kom.
- Bistorta carnea Kom.
- Bistorta elliptica (Willd. ex Spreng.) V.V.Petrovsky, D.F.Murray & Elven
- Bistorta ensigera (Juz.) Tzvelev
- Bistorta lapidosa Kitag.
- Bistorta major Gray
- Bistorta major subsp. carnea (K.Koch) Soják
- Bistorta major subsp. cordifolia (Turcz.) Soják
- Bistorta major subsp. elliptica (Willd. ex Spreng.) Soják
- Bistorta major subsp. ensigera (Juz.) Soják
- Bistorta major subsp. nitens (Fisch. & C.A.Mey.) Soják
- Bistorta major subsp. plumosa (Small) H.Hara
- Bistorta major var. ovata Nakai ex H.Hara
- Bistorta major var. pacifica (Petrov ex Kom.) H.Hara
- Bistorta nitens Kom.
- Bistorta officinalis Delarbre
- Bistorta officinalis subsp. japonica (H.Hara) Yonek.
- Bistorta officinalis subsp. pacifica (Petrov ex Kom.) Yonek.
- Bistorta pacifica Kom.
- Bistorta pacifica f. velutina Kitag.
- Bistorta pacifica var. tomentella (Kom.) Tzvelev
- Bistorta plumosa (Small) Greene
- Bistorta subauriculata Kom.
- Bistorta vulgaris Hill
- Bistorta vulgaris var. nitens (Fisch. & C.A.Mey.) Nakai
- Bistorta vulgaris var. pacifica (Petrov ex Kom.) Miyabe
- Colubrina intorta Montandon
- Polygonum bistorta L.
- Polygonum bistorta subsp. plumosum (Small) Hultén
- Polygonum bistorta var. plumosum (Small) B.Boivin
- Polygonum lapidosum Kitag.
- Polygonum plumosum Small